# Svart låda

Begreppet svart låda eller black box har flera olika betydelser i olika sammanhang.

## Teknik och vetenskap
Det är en metod inom teknik och vetenskap att bortse från de interna mekanismerna eller strukturen i ett system och bara undersöka och beskriva sambandet mellan indata (stimulus) och 
utdata (respons) utan att bry sig om hur det som sker inne i "lådan" egentligen går till. Metoden kan användas både som ett sätt att utforska en komplex företeelse när kännedomen om den interna funktionaliteten är dålig, och som ett sätt att förenkla beskrivningen och testningen av ett komplicerat tekniskt system eller apparat.
Ett enkelt exempel: För att beskriva hur ratten i en bil fungerar kan det räcka att ange att när man vrider på ratten åt höger respektive vänster så ska bilen svänga åt samma håll. Allting mellan ratten och bilens riktning (rattstång, kuggväxlar, kuggstänger, hjul m.m.) betraktas som en "svart låda" och av mindre betydelse i sammanhanget.
Black-box-testning innebär att man testar om en apparat eller en funktion i ett datorprogram ger rätt utsignal/utdata för en viss insignal/indata utan att närmare undersöka dess interna uppbyggnad. 
Inom elektronik används ibland begreppet för att beteckna en enhet vars funktionalitet är standardiserad så att den enkelt kan bytas ut mot en annan liknande enhet som uppfyller samma krav. Inom systemutveckling används det ibland för att beteckna programvara med en väldefinierad funktionalitet som inte behöver eller kan undersökas närmare, exempelvis på grund av att källkoden är stängd och ansvaras för av en annan leverantör.
Inom medvetandefilosofi och psykologi betraktar behaviorister människans själsliv som en svart låda som är oåtkomlig för vetenskapliga studier annat än genom observation av biologiska och fysiologiska reaktioner på olika stimuli.

## Teaterrum
Inom teater innebär en black box en speciell, modern, flexibel form av scenrum, ett tomt svartmålat rum, där spelplatser och publikplacering kan varieras på valfritt sätt från en uppsättning till en annan utan den traditionella strikta uppdelningen mellan scen och salong.